# تاكيشي أراكي
تاكيشي أراكي (باليابانية: 荒木武؛ بالكانا: あらき たけし) هو سياسي ياباني، ولد في 4 مارس 1916 في هيروشيما في اليابان، وتوفي في 17 يونيو 1994 بسبب ذات الرئة.